# Château de Kinlochaline
Le château de Kinlochaline est une forteresse du XIIe siècle dans la péninsule de Morvern du district de Lochaber, faisant partie de la zone administrative écossaise de Highland.

## Histoire
Le château est aussi connu sous le nom de Caisteal an Ime signifiant en écossais "château de beurre". Il est dit qu'une dame du Clan MacInnes, appelée Dubh Chal (dame au voile noir), aurait rémunéré le constructeur avec un volume de beurre égal à celui du château. Le château fut brûlé en 1644 durant les guerres de Montrose, puis reconstruit par le propriétaire actuel à la fin des années 90, sous la supervision de Historic Scotland (l'agence écossaise des monuments historiques). Il s'agit maintenant d'une résidence privée.

## Architecture
Le château se trouve à la tête du Loch Aline, une position stratégique pour la défense côtière. On peut également trouver le château d'Ardtornish autour de ce petit loch d'eau salé. Le bâtiment peut être vu comme un cube de quatre étages, sur une base de 13 mètres par 10. Les murs sont des blocs de grès de 3 mètres d'épaisseur.